# Filippo Soffici
Filippo Soffici, född den 9 februari 1970 i Florens i Italien, är en italiensk roddare.
Han tog OS-brons i scullerfyra i samband med de olympiska roddtävlingarna 1992 i Barcelona.